# Max Felmy
Max Felmy (* 14. September 1877 in Berlin; † 15. August 1965 in Banzkow bei Schwerin) war ein deutscher Schauspieler und Opernsänger.

## Leben
Max Felmy wurde als Sohn eines Beamten geboren. Er besuchte das Gymnasium in Berlin und sollte auf Wunsch der Eltern studieren, nahm aber heimlich Schauspielunterricht. Er wirkte zunächst 1895–1897 als Schauspieler an den Theatern in Zwickau und Ilmenau. Am Stadttheater Zwickau gab er 1895 sein Debüt als Don Karlos. Er ging dann nach Berlin, wo er ein Gesangsstudium bei Wilhelm Müller-Kannberg, einem bekannten Heldentenor der Berliner Hofoper, aufnahm und sich zum Sänger ausbilden ließ.
Als Opernsänger debütierte er 1901 am Stadttheater Plauen und sang dort in seiner ersten Spielzeit 25 neue Partien. 1903 wechselte er an das Stadttheater Köln. Von 1904 bis 1906 war er erneut am Theater Plauen engagiert. Es folgten Stationen in Würzburg, Sondershausen, am Berliner Theater des Westens (1906–1907) und in Kiel. In Kiel hörte ihn der Dirigent Felix Mottl und verpflichtete ihn an die Münchner Hofoper (1907–1908). Im Jahre 1907 wirkte er bei den Mozart-Festspielen in München als Pedrillo in Mozarts Die Entführung aus dem Serail (Dirigent: Felix Mottl) mit. Anschließend war er 1908–1910 Ensemblemitglied am Stadttheater Zürich. Von 1910 bis zum Ende des Ersten Weltkriegs (1918) war er Mitglied des Hoftheaters Mannheim, wo er in Wagner-Aufführungen (als David, Mime) unter der Leitung von Wilhelm Furtwängler auftrat.
Er gastierte am Opernhaus Leipzig (1901), an der Dresdner Hofoper (1905), am Stadttheater Bremen (1906), am Opernhaus Köln (1912), am Stadttheater Basel (1913), am Opernhaus Frankfurt (1915 und 1916), am Hoftheater Stuttgart, am Hoftheater Wiesbaden sowie am Opernhaus Nürnberg.
Ab 1918 wirkte er mit einer kurzen Unterbrechung bis zur Spielzeit 1930/31 als lyrischer Tenor, Tenorbuffo und Schauspieler am Staatstheater Schwerin. Dort debütierte er als Lyonel in der Oper Martha. Weitere Schweriner Erfolgsrollen Felmys waren Manrico in Der Troubadour, die Titelpartie in Hoffmanns Erzählungen, der Rudolf in La Bohème und der Herzog in Rigoletto. Im Mai 1928 wurde er in Schwerin unter GMD Willibald Kaehler zum Kammersänger ernannt.
Als lyrischer Tenor wirkte u. a. in Berlin, Leipzig und München. Er sang anfangs zahlreiche klassische Rollen, u. a. den Tamino in der Zauberflöte, Graf Almaviva in Der Barbier von Sevilla, Tonio in Die Regimentstochter und George Brown in Die weiße Dame. Während seines Engagements am Hoftheater Mannheim vollzog er auch den Fachwechsel ins Buffo- und Charakterfach. Er sang nunmehr regelmäßig auch Rollen wie Pedrillo in Die Entführung aus dem Serail, Georg in Der Waffenschmied, Veit in Undine, Wenzel in Die verkaufte Braut und den Mime im Das Rheingold.
Felmy war außerdem ein geschätzter Operettensänger. Hier gehörten Eisenstein in Die Fledermaus, Barinkay in Der Zigeunerbaron und Symon in Der Bettelstudent zu seinen Glanzrollen.
Gelegentlich arbeitete er auch für den Stummfilm, so in dem Kriminalfilm Das Geheimnis der Spielhölle von Sebastopol (1920) an der Seite von Eugen Klöpfer, der bei diesem Film auch Regie führte. Außerdem betätigte sich Felmy als Amateurzauberkünstler.
1949 beendete Felmy seine künstlerische Laufbahn. Er ist der Onkel des Schauspielers Hansjörg Felmy.